# Janina Burhardtowa
Janina Burhardtowa z Węsławskich (ur. 17 września 1887 w Wilnie, zm. po 1939) – polska działaczka społeczna i narodowa, publicystka, przewodnicząca Narodowej Organizacji Kobiet w Wilnie.

## Życiorys

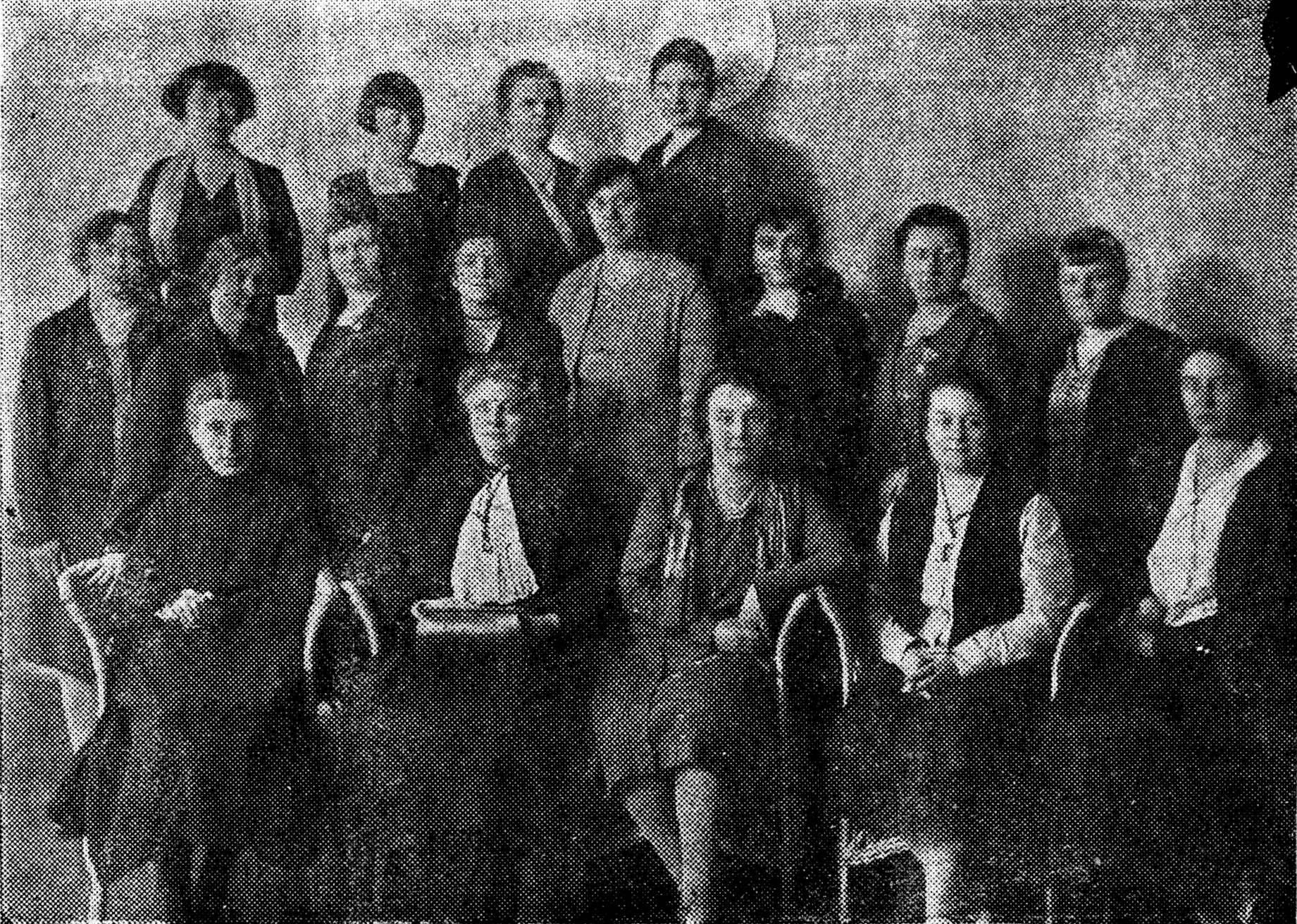
Zarząd NOK w Wilnie. Trzecia od lewej siedzi Janina Burhardtowa (1929)

Ukończyła szkołę średnią w Warszawie. W Wilnie uczyła się w szkole ogrodniczo-gospodarczej Antoniny Bernatowiczówny. Następnie podjęła studia na kursach ogrodniczych przy Studium Rolniczym Uniwersytetu Jagiellońskiego. Dzieciństwo spędziła w Wilnie w kamienicy przy ul. Niemieckiej, gdzie jej sąsiadką i przyjaciółką była Zofia z Dembowskich Romer. 
Przed I wojną światową brała udział w tajnym nauczaniu. W 1912 była członkinią rzeczywistą Towarzystwa Rolniczego Kowieńskiego. Założyła ochronkę dla dzieci, której była przełożoną. W 1919 weszła w skład komitetu pogrzebowego, który pochować miał żołnierzy poległych w walkach o Wilno. Rok później brała udział w pracach Polskiego Białego Krzyża. Od 1925 pełniła funkcję przewodniczącej Narodowej Organizacji Kobiet w Wilnie, którą to zakładała jej matka Emilia Węsławska. Była członkinią Polskiej Macierzy Szkolnej Ziem Wschodnich. W 1926 należała do opieki szkolnej Państwowego Gimnazjum im. Króla Zygmunta Augusta w Wilnie. W 1927 weszła w skład Wojewódzkiego Komitetu Społecznego Pomocy Ofiarom Powodzi. W 1928 należała do Katolicko-Narodowego Komitetu Wyborczego w wyborach do Sejmu. W tym samym roku weszła w skład komitetu Polskiego Towarzystwa Eugenicznego i została członkinią Komitetu Wykonawczego Obchodu X-lecia wskrzeszenia Rzeczypospolitej. W 1929 została wybrana członkinią zarządu Stowarzyszenia Opieki nad Rodakami na Obczyźnie w Wilnie. Weszła też w skład wykonawczego Komitetu Społecznego obchodu 350-letniej rocznicy Uniwersytetu Stefana Batorego w Wilnie. W 1928 i 1929 pracowała w Sekcji Wyżywienia Komitetu I i II Marszu Stefana Batorego.  
W wyborach w 1930 kandydowała do Senatu z Listy Narodowej w okręgu wileńskim. W 1931 wzięła udział w zjeździe okręgowym Stronnictwa Narodowego w Wilnie. W tym samym roku została członkinią Komitetu Kongresu Eucharystycznego w Wilnie i Archidiecezji Wileńskiej oraz Komitetu Narodowego Daru Narodowego 3-go maja. Weszła w skład prezydium komisji odzieżowej Komitetu Walki z Bezrobociem i Okręgowej Komisji Dyscyplinarnej dla nauczycieli szkół na obszarze Okręgu Szkolnego Wileńskiego. W 1932 została matką chrzestną sztandaru Bractwa Matek Chrześcijańskich. W tym samym roku została członkinią Koła Pań Ligi Obrony Powietrznej i Przeciwgazowej w Wilnie. Należała do Komitetu Wykonawczego Obchodu 25-lecia prasy narodowej w Wilnie. W 1933 organizowała i przemawiała na wileńskim wiecu przeciwko wypowiedziom Adolfa Hitlera o zwrocie Pomorza. W 1934 podczas wyborów do rady miasta Wilna weszła w skład prezydium Narodowego Komitetu Wyborczego. W 1936 była członkinią Komisji Finansowej Komitetu Odnowienia Bazyliki Wileńskiej. Publikowała w „Dzienniku Wileńskim” i wileńskim dodatku do „Zorzy”. 

## Rodzina
Była córką Witolda Jana Węsławskiego, lekarza, i Emilii z Sariusz-Bielskich (1863-1921), tłumaczki, publicystki i działaczki społecznej. Jej bratem był Stanisław Węsławski, adwokat i kompozytor. Stryjem zaś i ojcem chrzestnym był Michał Węsławski (1849-1917), prezydent Wilna i poseł do Dumy Państwowej.  10 czerwca 1910 w kościele św. Jana w Wilnie wyszła za mąż za Aleksandra Burhardta (1885-1976), adwokata i radnego Wilna. Mieli razem dwóch synów: Michała Witolda (1912-1989), żołnierza ZWZ i AK, Witolda (1914-1936), podporucznika artylerii, oraz dwie córki: Halinę Janinę po mężu Mikułowską (1917-1998), etnografkę i muzealniczkę, oraz Krystynę po mężu Mickiewicz (ur. 1921).

## Ordery i odznaczenia
- Odznaka pułkowa 4 Pułku Ułanów Zaniemeńskich[41]